# مارتین براندل
مارتین جان براندل (انگلیسی: Martin John Brundle؛ زادهٔ ۱ ژوئن ۱۹۵۹ در کینگز لین، نورفک) رانندهٔ سابق مسابقات اتومبیل‌رانی اهل بریتانیا است که از فصل ۱۹۸۴ تا ۱۹۸۹، و دوباره از فصل ۱۹۹۱ تا ۱۹۹۶ در مجموع در ۱۶۵ گراند پری از مسابقات جهانی فرمول یک شرکت کرد.
براندل در طول دوران فعالیت خود در فرمول یک ۹ بار بر روی سکو رفت و ۹۸ امتیاز را به نام خود به‌ثبت رساند.